# Midnite
Midnite är en reggaegrupp från Amerikanska Jungfruöarna, skapad på ön St. Croix 1989 av bröderna Ron (keyboard) och Vaughn Benjamin (sång). Resten av gruppen består av Dion Hopkins (trummor), Joe Straws (elbasgitarr) och 'Trippa' (elgitarr). Gruppen är som så många andra artister från Virgin Island inriktade på roots reggae. De är tack vare ett flitigt turnerande populära i stora delar av Karibien, i Brasilien och Nicaragua samt längs USA:s ostkust. De har även spelat i Afrika. Benjamin Vaughn Har skrivit de flesta av texterna och hans bror Ron är gruppens musikaliska ledare. Under senare år har de även fungerat som kompband åt den allt populärare kvinnliga sångaren Dezaire.

## Diskograf (urval)
- 1995 – Momentum (Disc Makers)
- 1999 – Ras Mek Peace (Wildchild!)
- 2001 – Unpolished (At A Loss Recordings)
- 2003 – He Is Jah (Rastafaria Recordings)
- 2003  – Vijan (I Grade Records)
- 2003 – Cipheraw (Rastafaria Recordings)
- 2003 – Intense Pressure (Rastafaria Recordings)
- 2004 – Scheme a Things (Rastafaria Recordings)
- 2006 – Thru and True (Rastafaria Recordings)
- 2006 – Jah Grid (I Grade Records)
- 2007 – Bless Go Roun (Higher Bound)
- 2007 – Aneed (Groundbreaking)
- 2007 – Rule the Time (I Grade Records)
- 2007 – Infinite Quality (Lustre Kings Productions)
- 2008 – Kayamagan (Rastafaria Recordings)
- 2011 – Treasure (VP)